# Municipio de Rennert
El municipio de Rennert (en inglés: Rennert Township) es un municipio ubicado en el  condado de Robeson en el estado estadounidense de Carolina del Norte. En el año 2000 tenía una población de 2.975 habitantes.

## Geografía
El municipio de Rennert se encuentra ubicado en las coordenadas 34°48′53.04″N 79°4′36.84″O / 34.8147333, -79.0769000.